# 14.ª etapa do Tour de France de 2019
A 14.ª etapa do Tour de France de 2019 teve lugar a 20 de julho de 2019 entre Tarbes e Col du Tourmalet sobre um percurso de 117,5 km e foi vencida pelo francês Thibaut Pinot da Groupama-FDJ. Seu compatriota Julian Alaphilippe conseguiu manter o maillot jaune.

## Classificação da etapa
| \| Classificação por etapas \| Classificação por etapas \| Classificação por etapas \| Classificação por etapas \| Classificação por etapas \| \| Ciclista \| Ciclista \| Equipe \| Tempo \| \| \| ------------------------ \| ------------------------ \| ------------------------ \| ------------------------ \| ------------------------ \| \| 1. \| Thibaut Pinot \| Groupama-FDJ \| 3h10m20s \| \| \| 2. \| Julian Alaphilippe \| Deceuninck-Quick Step \| + 6s \| \| \| 3. \| Steven Kruijswijk \| Team Jumbo-Visma \| + 6s \| \| \| 4. \| Emanuel Buchmann \| Bora-Hansgrohe \| + 8s \| \| \| 5. \| Egan Bernal \| Team Ineos \| + 8s \| \| \| 6. \| Mikel Landa \| Movistar Team \| + 14s \| \| \| 7. \| Rigoberto Urán \| EF Education First \| + 30s \| \| \| 8. \| Geraint Thomas \| Team Ineos \| + 36s \| \| \| 9. \| Warren Barguil \| Arkéa-Samsic \| + 38s \| \| \| 10. \| Jakob Fuglsang \| Astana \| + 53s \| \| |                    |                       |          |
| |                    |                       |          |
| Fonte: ProCyclingStats |                    |                       |          |
| Classificação por etapas |                    |                       |          |
| Ciclista | Ciclista           | Equipe                | Tempo    |
| 1. | Thibaut Pinot      | Groupama-FDJ          | 3h10m20s |
| 2. | Julian Alaphilippe | Deceuninck-Quick Step | + 6s     |
| 3. | Steven Kruijswijk  | Team Jumbo-Visma      | + 6s     |
| 4. | Emanuel Buchmann   | Bora-Hansgrohe        | + 8s     |
| 5. | Egan Bernal        | Team Ineos            | + 8s     |
| 6. | Mikel Landa        | Movistar Team         | + 14s    |
| 7. | Rigoberto Urán     | EF Education First    | + 30s    |
| 8. | Geraint Thomas     | Team Ineos            | + 36s    |
| 9. | Warren Barguil     | Arkéa-Samsic          | + 38s    |
| 10. | Jakob Fuglsang     | Astana                | + 53s    |

## Classificações ao final da etapa

### Classificação geral(Maillot Jaune)
| \| Classificação geral \| Classificação geral \| Classificação geral \| Classificação geral \| Classificação geral \| \| Ciclista \| Ciclista \| Equipe \| Tempo \| \| \| ------------------- \| ------------------- \| --------------------- \| ------------------- \| ------------------- \| \| 1. \| Julian Alaphilippe \| Deceuninck-Quick Step \| 56h11m29s \| \| \| 2. \| Geraint Thomas \| Team Ineos \| + 2m02s \| \| \| 3. \| Steven Kruijswijk \| Team Jumbo-Visma \| + 2m14s \| \| \| 4. \| Egan Bernal \| Team Ineos \| + 3m00s \| \| \| 5. \| Emanuel Buchmann \| Bora-Hansgrohe \| + 3m12s \| \| \| 6. \| Thibaut Pinot \| Groupama-FDJ \| + 3m12s \| \| \| 7. \| Rigoberto Urán \| EF Education First \| + 4m24s \| \| \| 8. \| Jakob Fuglsang \| Astana \| + 5m22s \| \| \| 9. \| Alejandro Valverde \| Movistar Team \| + 5m27s \| \| \| 10. \| Enric Mas \| Deceuninck-Quick Step \| + 5m38s \| \| |                    |                       |           |
| |                    |                       |           |
| Fonte: ProCyclingStats |                    |                       |           |
| Classificação geral |                    |                       |           |
| Ciclista | Ciclista           | Equipe                | Tempo     |
| 1. | Julian Alaphilippe | Deceuninck-Quick Step | 56h11m29s |
| 2. | Geraint Thomas     | Team Ineos            | + 2m02s   |
| 3. | Steven Kruijswijk  | Team Jumbo-Visma      | + 2m14s   |
| 4. | Egan Bernal        | Team Ineos            | + 3m00s   |
| 5. | Emanuel Buchmann   | Bora-Hansgrohe        | + 3m12s   |
| 6. | Thibaut Pinot      | Groupama-FDJ          | + 3m12s   |
| 7. | Rigoberto Urán     | EF Education First    | + 4m24s   |
| 8. | Jakob Fuglsang     | Astana                | + 5m22s   |
| 9. | Alejandro Valverde | Movistar Team         | + 5m27s   |
| 10. | Enric Mas          | Deceuninck-Quick Step | + 5m38s   |

### Classificação por pontos(Maillot Vert)
| Classificação por pontos | Classificação por pontos | Classificação por pontos | Classificação por pontos | Classificação por pontos |
| Ciclista                 | Ciclista                 | Equipe                   | Pontos                   |                          |
| ------------------------ | ------------------------ | ------------------------ | ------------------------ | ------------------------ |
| 1.                       | Peter Sagan              | Bora-Hansgrohe           | 284 pts                  |                          |
| 2.                       | Sonny Colbrelli          | Bahrain-Merida           | 191 pts                  |                          |
| 3.                       | Elia Viviani             | Deceuninck-Quick Step    | 184 pts                  |                          |
| 4.                       | Michael Matthews         | Team Sunweb              | 167 pts                  |                          |
| 5.                       | Caleb Ewan               | Lotto-Soudal             | 148 pts                  |                          |
| 6.                       | Jasper Stuyven           | Trek-Segafredo           | 132 pts                  |                          |
| 7.                       | Matteo Trentin           | Mitchelton-Scott         | 118 pts                  |                          |
| 8.                       | Julian Alaphilippe       | Deceuninck-Quick Step    | 112 pts                  |                          |
| 9.                       | Greg Van Avermaet        | CCC Team                 | 101 pts                  |                          |
| 10.                      | Dylan Groenewegen        | Team Jumbo-Visma         | 96 pts                   |                          |

### Classificação da montanha(Maillot à Pois Rouges)
| Classificação da montanha | Classificação da montanha | Classificação da montanha  | Classificação da montanha | Classificação da montanha |
| Ciclista                  | Ciclista                  | Equipe                     | Pontos                    |                           |
| ------------------------- | ------------------------- | -------------------------- | ------------------------- | ------------------------- |
| 1.                        | Tim Wellens               | Lotto-Soudal               | 64 pts                    |                           |
| 2.                        | Thibaut Pinot             | Groupama-FDJ               | 42 pts                    |                           |
| 3.                        | Thomas De Gendt           | Lotto-Soudal               | 37 pts                    |                           |
| 4.                        | Julian Alaphilippe        | Deceuninck-Quick Step      | 33 pts                    |                           |
| 5.                        | Giulio Ciccone            | Trek-Segafredo             | 30 pts                    |                           |
| 6.                        | Xandro Meurisse           | Wanty-Gobert               | 27 pts                    |                           |
| 7.                        | Steven Kruijswijk         | Team Jumbo-Visma           | 24 pts                    |                           |
| 8.                        | Natnael Berhane           | Cofidis, Solutions Crédits | 20 pts                    |                           |
| 9.                        | Emanuel Buchmann          | Bora-Hansgrohe             | 20 pts                    |                           |
| 10.                       | Tiesj Benoot              | Lotto-Soudal               | 16 pts                    |                           |

### Classificação do melhor jovem(Maillot Blanc)
| Classificação dos jovens | Classificação dos jovens | Classificação dos jovens | Classificação dos jovens | Classificação dos jovens |
| Ciclista                 | Ciclista                 | Equipe                   | Tempo                    |                          |
| ------------------------ | ------------------------ | ------------------------ | ------------------------ | ------------------------ |
| 1.                       | Egan Bernal              | Team Ineos               | 56h14m29s                |                          |
| 2.                       | Enric Mas                | Deceuninck-Quick Step    | + 2m38s                  |                          |
| 3.                       | David Gaudu              | Groupama-FDJ             | + 8m00s                  |                          |
| 4.                       | Laurens De Plus          | Team Jumbo-Visma         | + 31m56s                 |                          |
| 5.                       | Giulio Ciccone           | Trek-Segafredo           | + 37m10s                 |                          |
| 6.                       | Gregor Mühlberger        | Bora-Hansgrohe           | + 40m04s                 |                          |
| 7.                       | Tiesj Benoot             | Lotto-Soudal             | + 51m59s                 |                          |
| 8.                       | Søren Kragh Andersen     | Team Sunweb              | + 1h13m50s               |                          |
| 9.                       | Gianni Moscon            | Team Ineos               | + 1h14m43s               |                          |
| 10.                      | Lennard Kämna            | Team Sunweb              | + 1h16m14s               |                          |

### Classificação por equipas(Classement par Équipe)
| Classificação por equipes | Classificação por equipes | Classificação por equipes | Classificação por equipes |
| Equipe                    | Equipe                    | Tempo                     |                           |
| ------------------------- | ------------------------- | ------------------------- | ------------------------- |
| 1.                        | Movistar Team             | 169h02m15s                |                           |
| 2.                        | Trek-Segafredo            | + 11m05s                  |                           |
| 3.                        | Bora-hansgrohe            | + 25m10s                  |                           |
| 4.                        | Team Jumbo-Visma          | + 27m09s                  |                           |
| 5.                        | Ineos                     | + 31m45s                  |                           |
| 6.                        | Groupama-FDJ              | + 32m27s                  |                           |
| 7.                        | Mitchelton-Scott          | + 39m02s                  |                           |
| 8.                        | UAE Team Emirates         | + 45m20s                  |                           |
| 9.                        | EF Education First        | + 46m14s                  |                           |
| 10.                       | AG2R La Mondiale          | + 52m06s                  |                           |

## Abandonos
- Maximilian Schachmann, com três dedos fracturados em sua mão esquerda devido a uma queda na etapa anterior, não tomou a saída.[2]